# L'An un (film, 1974)
Pour les articles homonymes, voir L'An un.
L'An un (Anno uno) est un film italien réalisé par Roberto Rossellini en 1974.

## Synopsis
La reconstruction politique de l'Italie de l'après-fascisme, entre 1944 et 1954, vue au travers de la carrière d'Alcide De Gasperi (1881-1954), fondateur de Démocratie chrétienne, Président du Comité de libération nationale (1945-1947), Président du Conseil (1945-1953).

## Fiche technique
- Titre français : L'An un
- Titre original : Anno uno
- Réalisateur : Roberto Rossellini
- Sujet et scénario : Roberto Rossellini, Marcella Mariani et Luciano Scaffa
- Directeur de la photographie : Mario Montuori
- Musique : Mario Nascimbene
- Directeur artistique : Giuseppe Mangano
- Décors de plateau : Andrea Fantacci
- Costumes : Marcella De Marchis
- Montage : Jolanda Benvenuti
- Producteur : Carlo U. Quinterio, pour Rusconi Film et Ital-Noleggio Cinematografico (INC)
- Genre : Film politique
- Format : Couleur (Eastmancolor)
- Durée : 115 minutes
- Dates de sorties :  Italie : 15 novembre 1974 /  France : 4 novembre 1979

## Distribution
| Acteurs crédités au générique - Luigi Vannucchi : Alcide De Gasperi - Dominique Darel : Maria Romana De Gasperi - Valeria Sabel : Francesca De Gasperi - Rita Forzano : Lucia De Gasperi - Ennio Balbo : Pietro Nenni - Paolo Bonacelli : Giovanni Amendola - Tino Bianchi : Palmiro Togliatti - Rita Calderoni : La journaliste - Ettore Carloni : Le médecin - Carlos de Carvalho : Le journaliste - Consalvo Dell'Arti : Ivanoe Bonomi - Laura De Marchi : Laura - Francesco Di Federico : Giuseppe Saragat - Edda Ferronao : Nilde Iotti - Armando Furlai : Le dirigeant romain de Démocratie chrétienne - Luciano Gaudenzo : Luigi Longo - Fabrizio Jovine : Un membre de l'Action catholique - Giuseppe Mannajuolo (crédité Beppi Mannajuolo) : Beppe (un vieux monsieur au Grand Hôtel) - Renato Montalbano : Giuseppe Spataro (en) - Renato Montanari : Secchia - Francesco Morillo : Sergio Fenoaltea - Sergio Nicolai : Le partisan déguisé en prêtre - Corrado Olmi : Giuseppe Di Vittorio - Piero Palermini : Mauro Scoccimarro - Maria Tereza Piaggio : La dame de l'Action catholique - Renato Pincirolli : Le typographe - Aldo Rendine : Giuseppe Romita - Vittorio Ripamonti : Don Signora - Gianni Rizzo : Le dirigeant turinois de Démocratie chrétienne - Omero Antonutti, Carlo Bagno, Giancarlo Fantini, Antonella Fasano, Sergio Gibello, Riccardo Mangano : Des communistes milanais - Nais Lago, Biagio Pelligra : (rôles indéterminés) | Acteurs non crédités - Francesco D'Adda : Le dirigeant toscan de Démocratie chrétienne - Pinuccio Ardia : Un vieux monsieur au Grand Hôtel - Riccardo Bosco : Un jeune communiste - Gianni Di Gregari : Un jeune homme - Tom Felleghy : Le dirigeant vénitien de Démocratie chrétienne - Mariella Fenoglio : Une jeune fille - Franco Ferrari : Meuccio Ruini - Ubaldo Granata : Le dirigeant de Démocratie chrétienne de Ligurie - Giorgio Jovine : Le dirigeant sicilien de Démocratie chrétienne - Ivano Lattanzi : Mario Scelba - Enzo Loglisci : Un membre de l'Action catholique - Adriano Micantoni : Un socialiste milanais - Camillo Milli : Le dirigeant de Démocratie chrétienne de l'Emilie - Nicola Morelli : Pietro Badoglio - Cesare Nizzica : Un vieux romain - Renato Scarpa : Un jésuite - Stávros Tornés : Ferruccio Parri - Bruno Cattaneo, Adriano Amidei Migliano, Mauro Vestri, Achille Brugnini, Vittorio Anselmi, Bill Vanders, Antonio Anelli, Margherita Horowitz, John Stacy, Luciano Zanussi : Des journalistes - Bruno Rosa, Piero Vida (crédité Paolo Vida) : Deux clients au café - Dante Fioretti, Enrico Marciani : Deux libéraux |